# Крістін Міліоті
Крістін Міліоті (англ. Cristin Milioti; нар. 16 серпня 1985, Черрі-Гілл, Нью-Джерсі, США) — американська актриса, найвідоміша своєю роботою у Бродвейському театрі, а також роллю Трейсі (дружина Теда Мосбі) у ситкомі «Як я зустрів вашу маму».

## Біографія
Народилася 16 серпня 1985 у Черрі-Гілл (Нью-Джерсі). Вона брала уроки акторської майстерності у Нью-Йоркському університеті і, за її власним визнанням, була не дуже старанним студентом. Перш ніж почати грати у театрі, Міліоті знімалася у рекламі.
Її робота у театрі почалася 2007 року з постановки The Devil's Disciple. 2010 року Міліоті взяла участь у постановках That Face та Stunning; за останню була номінована на премію Lucille Lortel Award. 2011 року Крістін отримала головну роль у постановці Once — адаптації однойменного фільму, за яку 2012 року була номінована на премію Тоні. Фінальний виступ Міліоті у Once відбувся 24 березня 2013 року.
Крістін також з'являлася в епізодичних ролях на телебаченні — зокрема, у трьох епізодах телесеріалу «Клан Сопрано» і в одному з епізодів комедійного телесеріалу «30 потрясінь».
2013 року Міліоті отримала роль Мами у ситкомі «Як я зустрів вашу маму» і вперше з'явилася на екрані у фінальному епізоді восьмого сезону. У дев'ятому сезоні вона приєдналася до основного акторського складу. У тому ж році Міліоті зіграла невелику роль у фільмі Мартіна Скорсезе — «Вовк з Уолл-стріт».

## Фільмографія
| Рік       | Українська назва         | Оригінальна назва        | Роль                                             |
| --------- | ------------------------ | ------------------------ | ------------------------------------------------ |
| 2006      | Три фунти                | 3 lbs                    | Меган Рафферті                                   |
| 2006-2007 | Клан Сопрано             | The Sopranos             | Кетрін Сакрімоні                                 |
| 2007      | Привіт із узбережжя      | Greetings from the Shore | Діді                                             |
| 2009      | Незвичайний детектив     | The Unusuals             |                                                  |
| 2009      | Епоха спокуси            | Year of the Carnivore    | Семмі Смоллс                                     |
| 2010      | Гарна дружина            | The Good Wife            | Онія Еггерстон                                   |
| 2011      | Медсестра Джекі          | Nurse Jackie             | Моніка                                           |
| 2011      | 30 потрясінь             | 30 Rock                  | Еббі Флінн                                       |
| 2012      | Лунатики                 | Sleepwalk with Me        | Джанет                                           |
| 2012      | Мільйон для чайників     | The Brass Teapot         | Бренді                                           |
| 2013-2014 | Як я зустрів вашу маму   | How I Met Your Mother    | Мама — Трейсі Макконнелл                         |
| 2013      | Вовк з Уолл-стріт        | The Wolf of Wall Street  | Тереза Петрілло                                  |
| 2015      | Фарґо                    | Fargo                    | Бетсі Солверсон (9 серій)                        |
| 2015-2016 | Проєкт «Мінді»           | The Mindy Project        | Вітні (5 серій)                                  |
| 2017      |                          | Breakable You            | Мод Веллер                                       |
| 2017      | Чорне дзеркало           | Black Mirror             | Нанетт Коул (Епізод: «Космічний човен Калістер») |
| 2020      | Зависнути у Палм-Спрінгс | Palm Springs             | Сара                                             |
| 2021      | Створена для кохання     | Made for Love            | Гейзел                                           |
| 2024      | Пінгвін                  | The Penguin              | Софія Фальконе                                   |